# Raasted Bryghus
Raasted Bryghus er et mikrobryggeri i landsbyen Råsted lidt udenfor Randers.
Bryggeriet er indrettet i byens tidligere mejeri, og begyndte at brygge øl i oktober 2005 under ledelse af brygmester Martin Jensen. 
Bryghuset gik konkurs i maj 2009, men det blev rekonstrueret i juni samme år under selskabet Raasted Bryghus A/S.
Bryghuset har kapacitet på 4500-6000 flasker øl om ugen. Sortimentet er varieret, og inkluderer bl.a. en tjekkisk inspireret pilsner Raasted Pilsner, en IPA brygget på rug Raasted Rug IPA, samt en Black Gold Coffee Stout som er brygget med inspiration i FNs Millennium Development Goals, som bryggeriet selv aktivt støtter.
Raasted Julebryg fik, sammen med Mikkellers julebryg, højeste score i dagbladet Politikens test af julebryg 2010.